# 禿山の一夜
交響詩『禿山の一夜』（はげやまのいちや、露：Ночь на Лысой горе, 英：Night on Bald Mountain）ニ短調は、モデスト・ムソルグスキーが作曲した管弦楽曲。『はげ山の一夜』とも表記される。

## 概要
「聖ヨハネ祭の前夜に不思議な出来事が起こる」というヨーロッパの言い伝えの一種、「聖ヨハネ祭前夜、禿山に地霊チェルノボーグが現れ手下の魔物や幽霊、精霊達と大騒ぎするが、夜明けとともに消え去っていく」とのロシアの民話を元に作られている。聖ヨハネの前夜祭は夏至祭の前夜であり、題材としてはシェイクスピアの『夏の夜の夢』と同様であるといえる。
1858年にゴーゴリの『ディカーニカ近郷夜話』に収める短篇「イワン・クパーラの前夜」（イワン・クパーラは聖ヨハネ祭を意味する）を3幕のオペラ化にする案がムソルグスキーやバラキレフらの間で話し合われたことがあった。
1860年夏の手紙でムソルグスキーはメングデンの戯曲『魔女』(Ведьма)の中に出てくる禿山の魔女のサバトのための音楽を書く計画について語っているが、このときの音楽は残っておらず、現行の『禿山の一夜』とどのような関係にあったかはわかっていない。初版は独立した管弦楽作品として1866年から1867年ごろにかけて作曲された。ムソルグスキーが初めて書いたある程度の大きさを持った管弦楽曲だったが、この曲はムソルグスキーの生前には演奏されなかった。ムソルグスキーはその後この曲を別の作品中で使用するために何度か書き直しているが、それらはいずれも日の目を見なかった。
長らくリムスキー＝コルサコフが編曲した版だけが普及していたが、20世紀に入ってムソルグスキー自身の手による原典版が再発見されると、こちらもムソルグスキーの典型的作風を示すものとして広く知られるようになった。

## オーケストレーションと編曲の変遷
ムソルグスキーの楽曲の例に漏れず、『禿山の一夜』も何度もお蔵入りと改訂・編曲が繰り返された。その結果、今日までに様々なバージョンが残されている状態にあり、それぞれ特徴ある楽曲となっている。熱心にムソルグスキーの作品と取り組んだ指揮者クラウディオ・アバドは、これらの4つの版のいずれについても録音を残している。

### 『サランボー』でのモチーフ（1864年頃）
未完のオペラ『サランボー』において、初めて『禿山の一夜』のモチーフが登場したとされている。独立した曲としては明確に現存せず、アバドが『サランボー』の一節「巫女たちの合唱」として録音しているにとどまっている。『禿山の一夜』の原曲と言えるのは第3幕第1場の最後あたりという。

### 作曲者による原典版（1867年）
音詩『聖ヨハネ祭前夜の禿山』（露：Иванова ночь на Лысой горе, 英：St. John's Eve on Bald Mountain）は、1866年から1867年にかけて作曲され、1867年6月23日、まさに聖ヨハネ祭の前夜に作曲を完了した。1866年3月にリストの『死の舞踏』を聞いたことがきっかけで作曲されたのかもしれない。リムスキー＝コルサコフにあてた手紙には、「魔物たちの集合〜そのおしゃべりとうわさ話〜サタンの行列〜サタンの邪教賛美〜魔女たちの盛大な夜会」という4つの場面が曲想として構成されていると記されている。サバトで終わるところはベルリオーズ『幻想交響曲』の最終楽章と共通する。
バラキレフは、その粗野なオーケストレーションを批判し、修正を求めたが、ムソルグスキーが修正を拒絶したために演奏を断った。演奏も印刷もされないまま、この版の存在は忘れられていたが、ムソルグスキー研究者としての功績で知られるソ連の音楽学者パーヴェル・ラムが1933年に再発見した後、1968年に楽譜が出版された。デーヴィッド・ロイド＝ジョーンズ指揮による1971年の録音や、アバド指揮による1980年の録音で聴くことができる。

#### 楽器編成
- フルート2、ピッコロ、オーボエ2、クラリネット（変ロ調）2、ファゴット2
- ホルン4（ニ調および変ロ調各2）、コルネット（変ロ調）2、トランペット（ニ調）2、トロンボーン3、テューバ
- ティンパニ、トライアングル、タンバリン、スネアドラム、シンバル[注釈 1]、バスドラム、タムタム
- 弦五部

### 『ムラダ』（1872年）
1872年にロシア5人組の合作のオペラ・バレエ『ムラダ』を作る計画が持ち上がった。その第3幕に夏至祭の前夜の魔女のサバトが登場するため、ムソルグスキーは『禿山の一夜』をこの作品用に書きかえて合唱を加え、上記の『サランボー』の要素を追加し、新たなエンディングを加えた。しかし『ムラダ』の計画は完成する前に中断され、上演されることはなかった。この版の楽譜は現存していないが、次の『ソローチンツィの市』に使われた版は『ムラダ』版を改訂したものである。
なお、ずっと後にリムスキー＝コルサコフは新たに『ムラダ』を作曲し直しているが、第3幕の音楽はムソルグスキーのものとはまったく異なるものになっている。この部分は管弦楽曲『トリグラフ山の一夜』として編曲されている。

### 『ソローチンツィの市』（1880年）
1874年から1880年にかけて作曲されたムソルグスキー晩年のオペラ『ソローチンツィの市』の第3幕第1場の合唱曲「若者の夢」として、『禿山の一夜』が用いられている。ムソルグスキーがオペラ自体を未完のまま没したため、ほとんど知られることなく長年放置された。
オペラの一節であることからテノール・バスと児童合唱により構成された、魔物の咆吼ともいえる合唱が秀逸である。原典版にはなかった「教会の鐘」とその後の「悪魔たちの退散」はこの版に収められている。原典版にはこのシーンがないため、リムスキー＝コルサコフによる編曲で追加されたものと思われている場合もあるが、このシーンはムソルグスキーのこの版がオリジナルである。
「若者の夢」はヴォーカル・スコアの形で完成しているものの、オーケストレーションはなされていない。ヴィッサリオン・シェバリーンによって補完された『ソローチンツィの市』には、ヴォーカル・スコアに比較的正確な形でオーケストレーションされた「若者の夢」が第3幕の前に含まれる（1933年出版）。

### リムスキー＝コルサコフによる改訂版（1886年）
1881年のムソルグスキー没後、彼の才能を何とかして世に知らしめたいと考えたリムスキー＝コルサコフは、未発表だったムソルグスキーの作品から『禿山の一夜』を採り上げた。リムスキー＝コルサコフ版は1867年の交響詩とはまったく異なっており、『ソローチンツィの市』に含まれる合唱版にもっとも近い。オーケストレーションについては全面的にやりなおして、1886年に発表した。現在『禿山の一夜』として一般に知られる楽曲はこの改訂版である。
五人組のアカデミズムの立場を代表するリムスキー＝コルサコフの手により編曲されたことにより、原典版とはかなり異なる洗練された印象を受ける。そのため、原典版において感じられるムソルグスキーの粗野で魅力でもあるイメージがいささか失われたうらみが残るが、それでもムソルグスキーの描いた荒々しく不気味なイメージを、リムスキー＝コルサコフ得意の華麗なオーケストレーションで表現してみせたことで、この曲は広く普及した。リムスキー＝コルサコフの意図したとおりに、未完の大器ともいえるムソルグスキーの名声を轟かせた貢献は大きい。
なお、この曲はディズニーが1940年に作ったアニメーション映画『ファンタジア』にも取り上げられ（ストコフスキーの編曲が使用された）、また東映動画（現：東映アニメーション）が1968年に作ったテレビアニメ『サイボーグ009』（第1作）第16話「太平洋の亡霊」にも取り上げられた。TVの不気味なシーンの効果音として頻繁に使われるなど日頃耳にする機会は多く、たとえば松本清張の『けものみち』がNHKでテレビドラマ化されたときにも主題曲として使用されていた。

#### 楽器編成
- フルート2、ピッコロ、オーボエ2、クラリネット（変ロ調）2、ファゴット2
- ホルン（ヘ調）4、トランペット（変ロ調）2、トロンボーン3、テューバ
- ティンパニ、シンバル[注釈 1]>、バスドラム、タムタム、鐘（1点ニ音）
- ハープ、弦五部

### その他の編曲
- 冨田勲がアルバム『火の鳥』にリムスキー＝コルサコフ版を元にシンセサイザーで多重録音した演奏を収めている。
- ヴォフカ・アシュケナージがリムスキー＝コルサコフ版から２台のピアノのために編曲し、父ウラディーミル・アシュケナージと録音している。
- BLANKEY JET CITYによるパンクバージョンでの演奏が、1991年に毎日新聞のCMに使われている。
- ドイツのバンド「メコン・デルタ」、アメリカのバンド「アナル・カント」、イタリアのバンド「ニュー・トロルス」などがロックにアレンジして演奏している。
- 音楽ゲーム『pop'n music 18 せんごく列伝』の「ヒップロック5【一激必翔】（Des-ROW・組 スペシアル）」のメロディが、この曲をリスペクトして作られている。
- 映画（サタデー・ナイト・フィーバー）のサウンドトラックにてデヴィッド・シャイアーがディスコ調でアレンジ。